# Family Dinner
Family Dinner è un film horror del 2022 scritto e diretto da Peter Hengl.

## Trama
Simi, una ragazza con problemi di sovrappeso, va a trascorrere le vacanze di Pasqua dalla zia Claudia, che è autrice di bestseller su dieta e alimentazione. Claudia, che vive con il compagno Stefan e con il figlio Filipp avuto dall'ex marito, la accoglie freddamente, spiegandole che per Pasqua loro tre intendono fare una celebrazione molto intima e familiare. Quando però apprende che Simi vorrebbe essere aiutata a perdere peso, le permette di fermarsi per tutta la settimana, coinvolgendola nei digiuni che lei e Stefan stanno facendo in preparazione della Pasqua.
Claudia tiene Simi a digiuno assoluto per diversi giorni, affermando che questo le permetterà di purificarsi, mentre prepara a Filipp una serie di piatti succulenti. Filipp si mostra scontroso con Simi, cosa che Claudia imputa a disturbi paranoici, ma lei capisce che il ragazzo ha delle profonde paure e cerca di aiutarlo. Lui le confida che teme che sua madre gli farà qualcosa di terribile e, sebbene non gli creda, Simi riscontra atteggiamenti strani e violenti da parte di Claudia, la quale obbliga Filipp a mangiare e non permette a lei di interrompere la dieta, così decide di scappare insieme al ragazzo.
Filipp però scompare all'improvviso, apparentemente scappato dal padre, e Simi rimane a festeggiare la Pasqua con Claudia e Stefan. Dopo un banchetto a base di carne prelibata, la ragazza torna ad avere cattivi presentimenti, che risultano confermati quando trova nel magazzino il cadavere di Filipp, fatto a pezzi e macellato. Stefan, che ha seguito Simi, cerca di rassicurarla, ma lei lo accoltella e fugge via. Stefan e Claudia la inseguono per ucciderla, ma Simi riesce a difendersi e a salvarsi.

## Distribuzione
Il film è stato presentato per la prima volta al Tribeca Festival nel giugno del 2022.
In Italia è stato presentato in concorso al Torino Film Festival 2022 nella sezione Crazies.